# Belmont (St. George)
Belmont es una localidad de Trinidad y Tobago, que forma parte de la parroquia de St. George.

## Geografía
La localidad abarca parte de la isla de Tobago y limita al norte con Mason Hall y Concordia, al sur y este con Hope Fall-John Dial y al oeste con Cinnamon Hall y Calder Hall-Friendsfield (ambas localidades pertenecientes a la parroquia de St. Andrew).

## Demografía
Datos demográficos de la localidad de Belmont:
| Gráfica de evolución demográfica de Belmont entre 2000 y 2011 |
|                                                               |